# 금홍석
금홍석(金紅石, rutile)은 이산화 타이타늄이 주성분인 광물이다. 여러 결정형 광물 가운데 금홍석은 가시광선 대역에서 가장 높은 굴절률을 나타내며, 복굴절과 분산 정도도 상당히 높다. 이러한 특징으로 인해 금홍석은 광학장비, 특히 가시광선 및 근적외선의 편광 장비의 재료로 사용된다.

## 같이 보기
- 광물 목록